# Тузла
Вижте пояснителната страница за други значения на Тузла.
Тузла (на босненски: Tuzla, името идва от турски език, в превод tuzu значи „сол“) е град в североизточната част на Босна и Херцеговина, административен център на Тузлански кантон.
Градът е 3-ти по население в страната след Сараево и Баня Лука – населението му е 110 979 души по данни от 2013 г.
Тузла е културен, спортен и образователен център на Североизточна Босна и Херцеговина, разположен в подножието на планината Майевице. Известен е с неговата химическа и автомобилна индустрия. Познат е и с големите залежи на каменна сол, откъдето произлиза и името му. Броят на населението рязко намалява по време на войната в Босна и Херцеговина (1992 – 1995), когато много сърби напускат областта.

## История
Градът е сред най-старите населени места в Европа. Доказателство за това са останки от селище, обитавано през неолита.
Археолози откриват няколко населени места, богати на ценни археологически останки от културата на праисторическите хора. Намерени са множество неолитски глинени съдове с разнообразни орнаменти от черна, сива и червена керамика, както и камени ножове, секири, секачи и др. Открити са остатъци от храна, човешки и животински кости, както и плодове, с които са се изхранвали древните жители. Тези и други находки свидетелстват, че Тузла е била населена още в каменната ера.
Първото споменаване на града е от 950 г., когато византийският историк и император Константин VII Багренородни в своето съчинение „За управлението на империята“, изрично споменава Тузла като град под названието Салинес, което значи град на солта. През Средновековието градът е бил известен със славянското име Соли.

## Население
Според последното преброяване на жителите (1991 г.) община Тузла наброява 131 618 души, живеещи в 66 населени места. През годините населението му се определя като:
| мюсюлмани       | 62 669 (47,61%) | 52 400 (43,05%) | 53 271 (49,65%) |
| хървати         | 20 398 (15,49%) | 24 811 (20,38%) | 27 735 (25,84%) |
| сърби           | 20 271 (15,40%) | 20 261 (16,64%) | 21 089 (19,65%) |
| югославяни      | 21 995 (16,71%) | 19 059 (15,65%) | 2540 (2,36%)    |
| неопределили се | 6285 (4,77%)    | 5186 (4,26%)    | 2658 (2,47%)    |
| Общо            | 131 618         | 121 717         | 107 293         |

## Инфраструктура
Край Тузла има голямо международно летище, което е и основната военновъздушна база на Стабилизационните сили (СФОР).

## Побратимени градове
| Държава   | Град                  |
| --------- | --------------------- |
| Италия    | Болоня                |
| Мароко    | Ал Хосейма            |
| Холандия  | Делфт                 |
| Сърбия    | Сомбор                |
| Хърватска | Осиек                 |
| Унгария   | Печ                   |
| Испания   | Оспиталет де Лобрегат |
| Франция   | Сен Дьони             |
| САЩ       | Далас                 |

## Известни личности
Родени в Тузла
- Лепа Брена (р. 1960), певица
- Биляна Плавшич (р. 1930), политик
- Меша Селимович (1910 – 1982), писател